# O-Ringen
Denna artikel handlar om orienteringstävlingen O-Ringen. Se även O-ring för packningsmaterialet eller O-ring (BDSM) för BDSM-symbolen.
O-Ringen  (tidigare kallad 5-dagars) är en orienteringstävling som avgörs på olika platser i Sverige årligen. Dit kommer orienterare från hela världen. Tävlingen arrangeras i juli, och pågår i sex dagar (fem tävlingsdagar + en "aktivitetsdag")  där varje aktiv dag motsvarar en etapp. På den sista etappen tillämpas jaktstart.
Det annorlunda namnet kommer från landslagsorienterarnas "fackförening" O-Ringen som bildades 1962 med "Skid-ringen" som förebild. O-Ringen arrangerades fram till 2014 av aktiva orientarare och funktionärsklubbar. Efter en utredning av Inge Blomberg och Göran Nilsson på uppdrag av Svenska orienteringsförbundets styrelse bildades 2013 O-Ringen AB, som till 100 % ägs av Svenska Orienteringsförbundet.

## Historia
O-Ringens historia inleddes 1965 i Danmark, Skåne och Blekinge, i ett arrangemang påtänkt av Peo Bengtsson och Sivar Nordström. Inspiration kom från cykelsportens Sexdagars. Första året deltog 156 orienterare, men deltagarantalet har sedan dess successivt ökat. 1973 var första året med fler än 10 000 deltagare, och därefter har man vid alla år utom två (1975 och 1977) med marginal legat på över 10 000 deltagare. 1985 nåddes det ännu gällande deltagarrekordet, med 25 021 under det årets Dalarna-arrangemang. Deltagarsnitt över 10 år låg 2019 på 18 200 deltagare.
O-Ringen ingick i Världscupen i orientering 1998, 2007 och 2008. O-ringen fick återigen världscupstatus 2018.
År 2009 var prissumman i Elitserien, huvudklasserna för damer och herrar, totalt en halv miljon kronor. Silva Junior Cup gästade O-Ringen där totalresultatet räknades som en deltävling.
Mellan åren 2008 och 2010 fanns multisport representerat i form av O-Ringen Multi. Under 2010 års tävling ingick den tredje etappen av O-Ringen Multi som en deltävling i Svenska Multisportcupen.

### Bilder

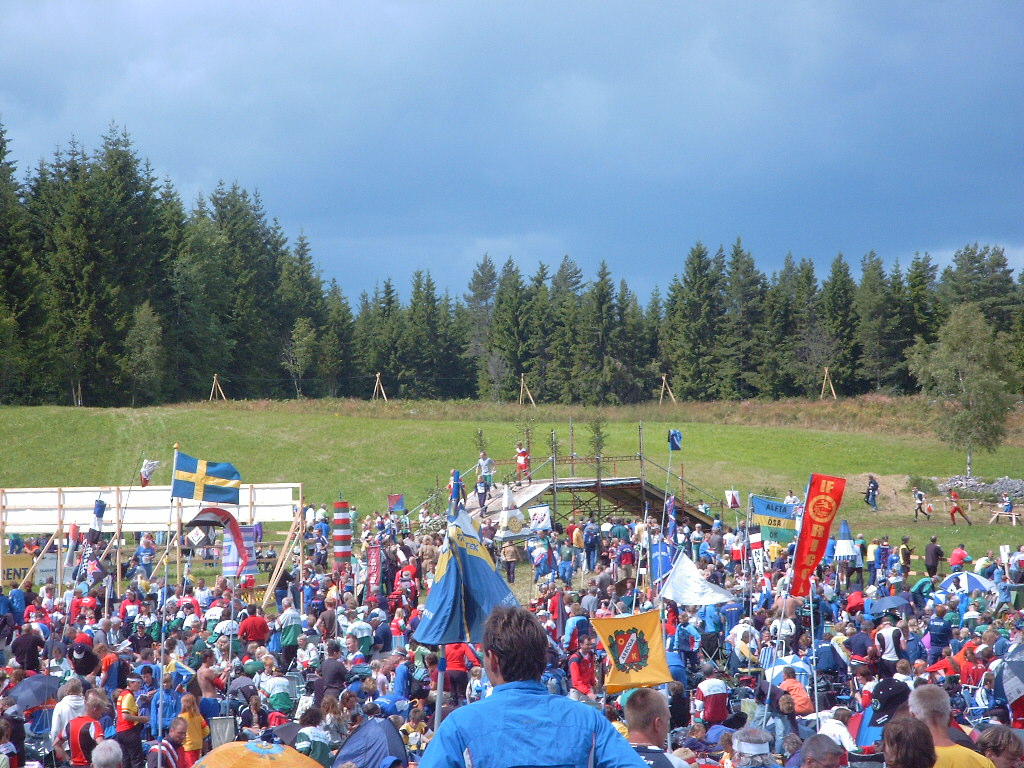
Arenan, etapp 3, O-Ringen 2005
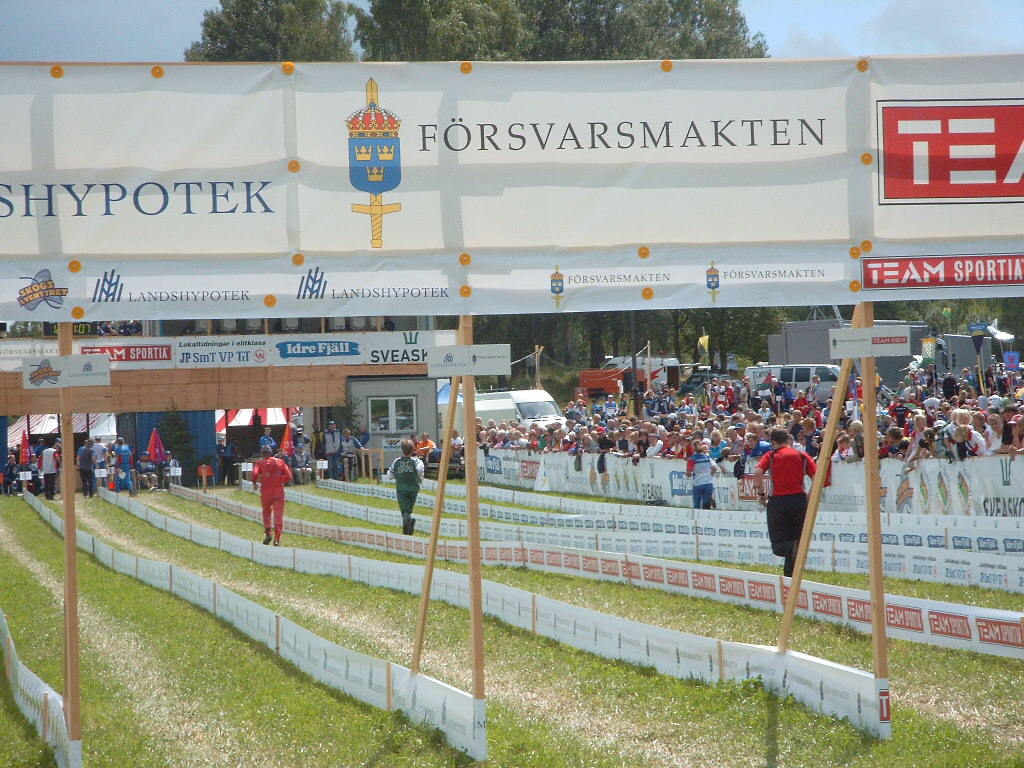
Målgången, etapp 3, O-Ringen 2005
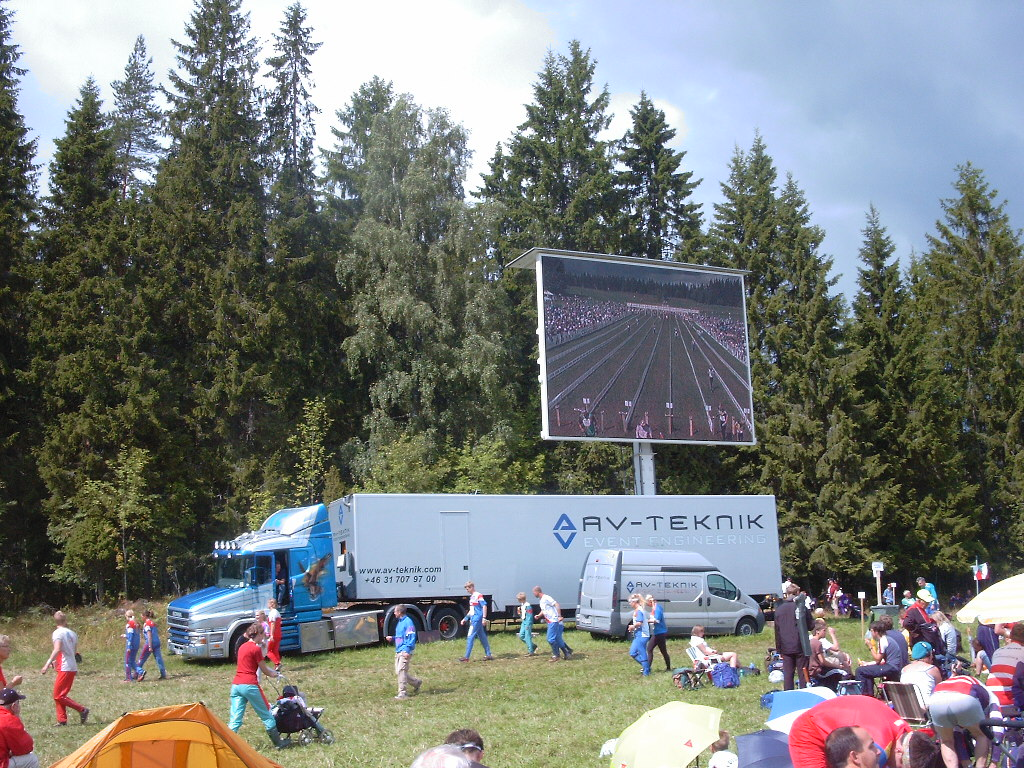
Storbildsskärm, etapp 3, O-Ringen 2005
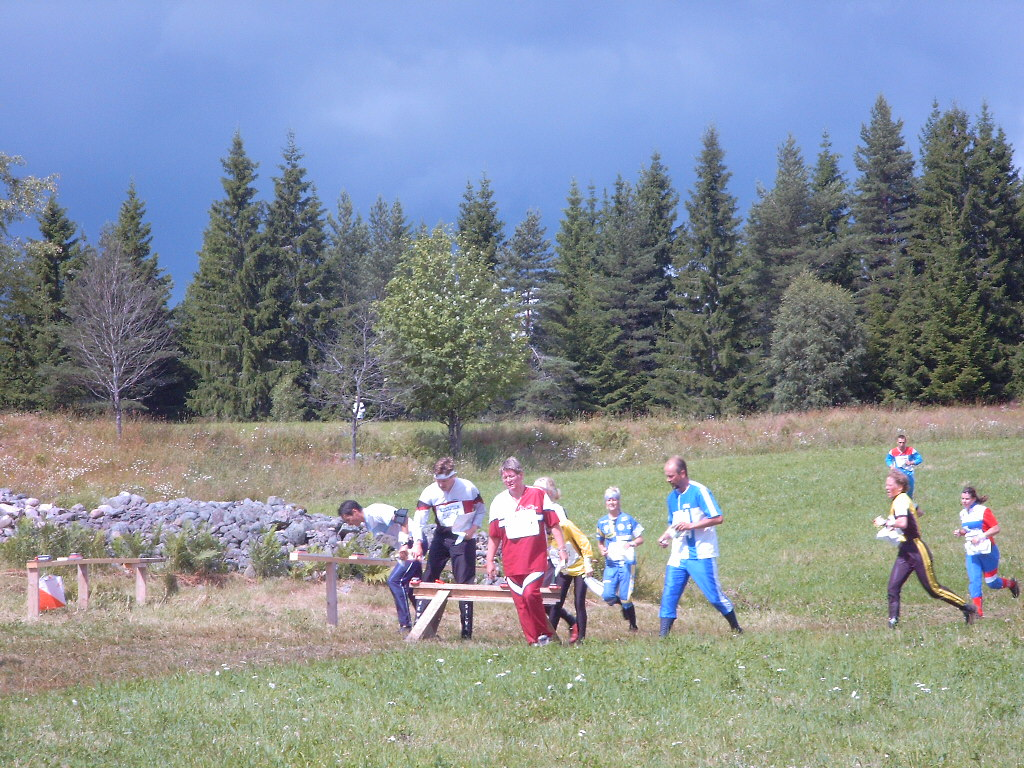
Sista kontrollen, etapp 3, O-Ringen 2005
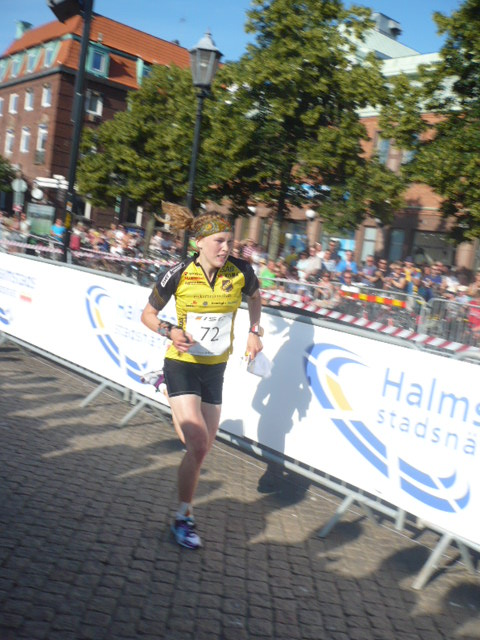
Tove Alexandersson under elitsprinten i Halmstad 2012
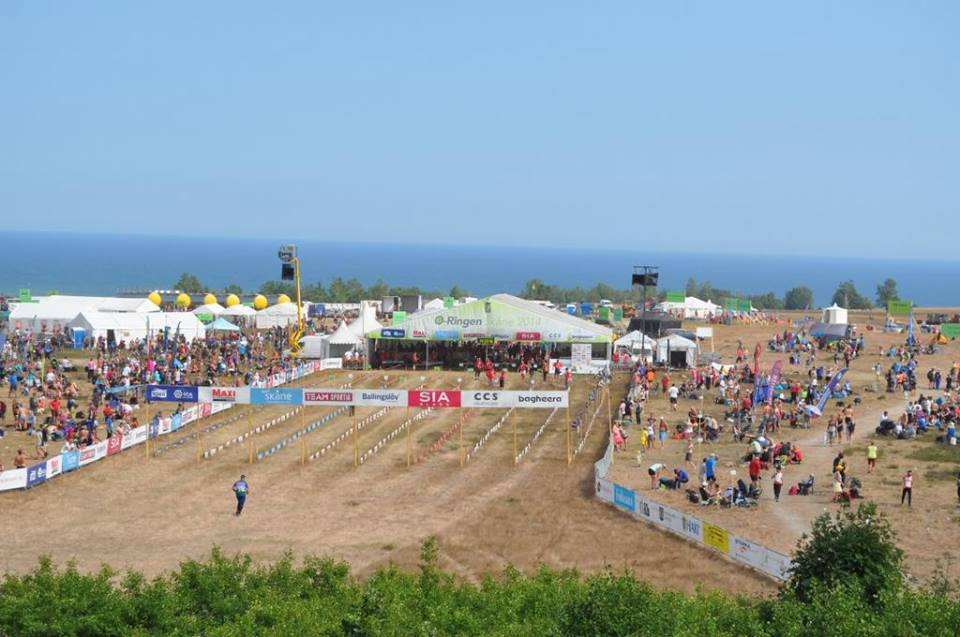
O-Ringen 2014, Etapp 5

## Separata tävlingar
Sedan några år tillbaka finns O-Ringen Challenge där löparen springer längre men lättare banor. O-Ringen Challenge är ett sätt att locka till exempel skidåkare att testa orientering, för att kunna tävla på sommaren.
I samband med invigningen av O-Ringen arrangeras ungdoms-sprintstafetten Bagheerastafetten (tidigare AXA-stafetten) där svenska klubblag samt utländska lag gör upp om segern. I varje lag finns 2 HD14-löpare och 2 HD16-löpare.
Eliten i O-Ringen springer inte den tredje etappen. De springer istället en stadsorientering i staden som arrangerar O-Ringen. Denna tävling hålls på aktivitetsdagen. Detta har man gjort dels för att locka sprintorienterare att springa O-Ringen och för att visa upp orienteringen i staden man är i.

## O-Ringen Academy
O-Ringen Academy är en utbildningsdel som består av tre delar, International, Leadership och Sports. International är den del som utbildar orienterare från hela världen som vill lära sig mer om orientering för att sedan utveckla detta i sina hemländer. Leadership handlar om svenska ledarutbildningar samt seminarier och föreläsningar. Sports berör mer den fysiska biten med träningsläger i olika former bland annat för juniorer veckan innan O-Ringen.

## Statistik
Från och med 2006 redovisas antalet unika deltagare, tidigare år redovisas det genomsnittliga antalet deltagare per tävlingsdag.
| År   | Distrikt                                      | Centralort                                    | Deltagarantal                                 | Damsegrare                                    | Herrsegrare                                   |
| ---- | --------------------------------------------- | --------------------------------------------- | --------------------------------------------- | --------------------------------------------- | --------------------------------------------- |
| 1965 | Skåne, Blekinge, Danmark                      | Fanns ej                                      | 156                                           | Inga-Britt Bengtsson                          | Nils Bohman                                   |
| 1966 | Småland (4), Västergötland                    | Fanns ej                                      | 672                                           | Kerstin Granstedt                             | Juhani Salmenkylä                             |
| 1967 | Östergötland                                  | Motala                                        | 1 910                                         | Ulla Lindkvist                                | Kalle Johansson                               |
| 1968 | Västergötland                                 | Borås                                         | 3 250                                         | Ulla Lindkvist                                | Åge Hadler                                    |
| 1969 | Dalarna                                       | Rommehed                                      | 5 355                                         | Ulla Lindkvist                                | Stefan Green                                  |
| 1970 | Skåne                                         | Kristianstad                                  | 6 378                                         | Ulla Lindkvist                                | Bernt Frilén                                  |
| 1971 | Södermanland                                  | Malmköping                                    | 8 627                                         | Ulla Lindkvist                                | Hans Aurell                                   |
| 1972 | Småland                                       | Eksjö                                         | 8 253                                         | Ulla Lindkvist                                | Hans Aurell                                   |
| 1973 | Dalarna                                       | Rättvik                                       | 10 449                                        | Ulla Lindkvist                                | Bengt Gustafsson                              |
| 1974 | Skåne                                         | Kristianstad                                  | 10 196                                        | Ulla Lindkvist                                | Ernst Jönsson                                 |
| 1975 | Stockholm                                     | Haninge                                       | 9 322                                         | Anne Lundmark                                 | Matti Mäkinen                                 |
| 1976 | Värmland                                      | Ransäter                                      | 14 843                                        | Sarolta Monspart                              | Gert Pettersson                               |
| 1977 | Gotland                                       | Visby                                         | 7 186                                         | Liisa Veijalainen                             | Sigurd Dæhli                                  |
| 1978 | Västergötland                                 | Skara                                         | 15 148                                        | Liisa Veijalainen                             | Kjell Lauri                                   |
| 1979 | Närke                                         | Örebro                                        | 15 842                                        | Britt-Marie Karlsson                          | Lars-Henrik Undeland                          |
| 1980 | Uppland                                       | Uppsala                                       | 16 342                                        | Liisa Veijalainen                             | Lars Lönnkvist                                |
| 1981 | Hälsingland                                   | Mohed                                         | 20 650                                        | Annichen Kringstad                            | Jörgen Mårtensson                             |
| 1982 | Norrbotten                                    | Luleå                                         | 15 003                                        | Annichen Kringstad                            | Lars Lönnkvist                                |
| 1983 | Småland                                       | Anderstorp                                    | 24 602                                        | Annichen Kringstad                            | Håkan Eriksson                                |
| 1984 | Blekinge                                      | Bräkne-Hoby                                   | 17 469                                        | Karin Gunnarsson                              | Kent Olsson                                   |
| 1985 | Dalarna                                       | Falun                                         | 25 021                                        | Annichen Kringstad                            | Joakim Ingelsson                              |
| 1986 | Västergötland                                 | Borås                                         | 18 790                                        | Annichen Kringstad                            | Anders Erik Olsson                            |
| 1987 | Östergötland                                  | Norrköping                                    | 17 413                                        | Katarina Borg                                 | Lars Lönnkvist                                |
| 1988 | Medelpad                                      | Sundsvall                                     | 17 708                                        | Barbro Lönnkvist                              | Lars Lönnkvist                                |
| 1989 | Jämtland                                      | Östersund                                     | 18 609                                        | Barbro Lönnkvist                              | Niklas Löwegren                               |
| 1990 | Göteborg                                      | Göteborg                                      | 20 762                                        | Ragnhild Bente Andersen                       | Per Ek                                        |
| 1991 | Västmanland                                   | Arboga                                        | 16 770                                        | Arja Hannus                                   | Håkan Eriksson                                |
| 1992 | Södermanland                                  | Södertälje                                    | 19 452                                        | Gunilla Svärd                                 | Allan Mogensen                                |
| 1993 | Halland                                       | Falkenberg                                    | 14 853                                        | Annika Zell                                   | Petter Thoresen                               |
| 1994 | Ångermanland                                  | Örnsköldsvik                                  | 14 600                                        | Katarina Borg                                 | Petter Thoresen                               |
| 1995 | Skåne                                         | Hässleholm                                    | 14 187                                        | Eija Koskivaara                               | Jörgen Olsson                                 |
| 1996 | Värmland                                      | Karlstad                                      | 16 034                                        | Annika Zell                                   | Jörgen Mårtensson                             |
| 1997 | Västerbotten                                  | Umeå                                          | 11 179                                        | Katarina Borg                                 | Jörgen Mårtensson                             |
| 1998 | Gästrikland                                   | Gävle                                         | 13 249                                        | Hanne Staff                                   | Johan Ivarsson                                |
| 1999 | Dalarna                                       | Borlänge                                      | 15 238                                        | Jenny Johansson                               | Fredrik Löwegren                              |
| 2000 | Närke                                         | Hallsberg                                     | 13 740                                        | Hanne Staff                                   | Jimmy Birklin                                 |
| 2001 | Uppland                                       | Märsta                                        | 12 525                                        | Marlena Jansson                               | Johan Ivarsson                                |
| 2002 | Västergötland                                 | Skövde                                        | 14 651                                        | Simone Niggli                                 | Mats Haldin                                   |
| 2003 | Bohuslän-Dal                                  | Uddevalla                                     | 14 998                                        | Heather Monro                                 | Mats Haldin                                   |
| 2004 | Göteborg                                      | Göteborg                                      | 13 259                                        | Jenny Johansson                               | Valentin Novikov                              |
| 2005 | Småland                                       | Skillingaryd                                  | 12 657                                        | Emma Engstrand                                | Emil Wingstedt                                |
| 2006 | Hälsingland                                   | Mohed                                         | 14 050                                        | Simone Niggli                                 | Simonas Krepsta                               |
| 2007 | Östergötland                                  | Mjölby                                        | 13 793                                        | Simone Niggli                                 | Anders Norberg                                |
| 2008 | Dalarna                                       | Sälen                                         | 24 375                                        | Anne Margrethe Hausken                        | Tero Föhr                                     |
| 2009 | Småland                                       | Eksjö                                         | 15 589                                        | Helena Jansson                                | Martin Johansson                              |
| 2010 | Örebro län                                    | Örebro                                        | 16 058                                        | Simone Niggli                                 | David Andersson                               |
| 2011 | Hälsingland                                   | Mohed                                         | 12 939                                        | Tove Alexandersson                            | Erik Rost                                     |
| 2012 | Halland                                       | Halmstad                                      | 21 172                                        | Tanja Rjabkina                                | Olav Lundanes                                 |
| 2013 | Norrbotten                                    | Boden                                         | 12 907                                        | Tove Alexandersson                            | Thierry Gueorgiou                             |
| 2014 | Skåne                                         | Kristianstad                                  | 22 571                                        | Tove Alexandersson                            | Thierry Gueorgiou                             |
| 2015 | Västergötland                                 | Borås                                         | 18 058                                        | Anne Margrethe Hausken                        | William Lind                                  |
| 2016 | Dalarna                                       | Sälen                                         | 24 313                                        | Tove Alexandersson                            | Thierry Gueorgiou                             |
| 2017 | Värmland                                      | Arvika                                        | 15 127                                        | Tove Alexandersson                            | William Lind                                  |
| 2018 | Ångermanland                                  | Örnsköldsvik                                  | 17 171                                        | Simone Niggli                                 | Magne Dæhli                                   |
| 2019 | Östergötland                                  | Norrköping                                    | 21 221                                        | Tove Alexandersson                            | Ruslan Glebov                                 |
| 2020 | Tävlingen inställd på grund av coronapandemin | Tävlingen inställd på grund av coronapandemin | Tävlingen inställd på grund av coronapandemin | Tävlingen inställd på grund av coronapandemin | Tävlingen inställd på grund av coronapandemin |
| 2021 | Tävlingen inställd på grund av coronapandemin | Tävlingen inställd på grund av coronapandemin | Tävlingen inställd på grund av coronapandemin | Tävlingen inställd på grund av coronapandemin | Tävlingen inställd på grund av coronapandemin |
| 2022 | Uppland                                       | Uppsala                                       | 20 271                                        | Sara Hagström                                 | Gustav Bergman                                |
| 2023 | Jämtland                                      | Åre                                           | 15 657                                        | Sara Hagström                                 | Olli Ojanaho                                  |
| 2024 | Småland                                       | Oskarshamn                                    | 19 304                                        | Tove Alexandersson                            | Emil Svensk                                   |
| 2025 | Småland                                       | Jönköping                                     | –                                             | Simona Abersold                               | Emil Svensk                                   |

### Kommande
| År   | Distrikt  | Centralort |
| ---- | --------- | ---------- |
| 2026 | Göteborg  | Göteborg   |
| 2027 | Stockholm | Stockholm  |
| 2028 | Medelpad  | Sundsvall  |
| 2029 | Dalarna   | Borlänge   |

### Flest segrar

#### Damernas elitklass
|   | Namn               | Segrar | År                                             | Klubb(ar)                             |
| - | ------------------ | ------ | ---------------------------------------------- | ------------------------------------- |
| 1 | Ulla Lindkvist     | 8      | 1967, 1968, 1969, 1970, 1971, 1972, 1973, 1974 | OK Tjärnen                            |
| 2 | Tove Alexandersson | 7      | 2011, 2013, 2014, 2016, 2017, 2019, 2024       | Stora Tuna OK                         |
| 3 | Annichen Kringstad | 5      | 1981, 1982, 1983, 1985, 1986                   | Stora Tuna IK                         |
| 3 | Simone Niggli      | 5      | 2002, 2006, 2007, 2010, 2018                   | Ulricehamns OK/ OK Tisaren/ OL Norska |

#### Herrarnas elitklass
|   | Namn              | Segrar | År                     | Klubb(ar)                     |
| - | ----------------- | ------ | ---------------------- | ----------------------------- |
| 1 | Lars Lönnkvist    | 4      | 1980, 1982, 1987, 1988 | Tullinge SK                   |
| 2 | Jörgen Mårtensson | 3      | 1981, 1996, 1997       | Almby IK, Strängnäs-Malmby OL |
| 2 | Thierry Gueorgiou | 3      | 2013, 2014, 2016       | Kalevan Rasti                 |